# 田島正樹
田島 正樹（たじま まさき、1950年 - ）は、日本の哲学者。専攻は哲学・倫理学。大森荘蔵門下。物理学者の田島俊樹は兄。

## 経歴
大阪府生まれ。東京大学教養学部フランス科卒業、同大学院人文科学研究科博士課程単位取得退学。東京薬科大学講師、東北芸術工科大学教授を経て、2010年千葉大学文学部教授。

## 著書
- 『ニーチェの遠近法』（小倉利丸編、青弓社、クリティーク叢書） 1996
- 『魂の美と幸い 哲学形式としてのエセー』（春秋社） 1998
- 『哲学史のよみ方』（ちくま新書） 1998
- 『スピノザという暗号』（青弓社、クリティーク叢書） 2001
- 『読む哲学事典』（講談社現代新書） 2006、のち講談社学術文庫 2024
- 『神学・政治論 政治哲学としての倫理学』（勁草書房） 2009
- 『正義の哲学』（河出書房新社、シリーズ・道徳の系譜） 2011
- 『古代ギリシアの精神』（講談社選書メチエ） 2013
- 『文学部という冒険 文脈の自由を求めて』（NTT出版） 2022